# Island in the Sun
"Island in the Sun" är en sång skriven av Harry Belafonte och Irving Burgie (Lord Burgess), och framförd av Harry Belafonte 1957, till filmen Island in the Sun. 1962 framfördes den av The Brothers Four på albumet In Person/Cross-Country Concert.
Det finns nu över 40 olika inspelningar av Island in the Sun av olika artister däribland The Paragons, Tony Bass, Irving Burgie, Ivan Chin, Fabolous Four, Ozzie Hall, The Merrymen, José Carreras, Caterina Valente (på tyska) och The Righteous Brothers.
Bo-Göran Edling skrev en text på svenska vid namn De tusen öars land, som spelades in av Streaplers, och släpptes på singel i oktober 1969, med En enda kort minut som B-sida. Denna version testades på Svensktoppen, där den låg i 19 veckor under perioden 28 december 1969–4 maj 1970, och bland annat lyckades toppa listan. Andra inspelningar av denna text gjordes 1970 av Nora Brockstedt, 1976 av Tage Öst, 1985 av Källströms och 2005 av Hans Martin.
En annan text på svenska skrevs av Margot Borgström, och heter Sol, öar, vind och hav. Denna version spelades in av Schytts på albumet Nya änglalåtar 1979. Denna version testades också på Svensktoppen, där den låg i 10 veckor under perioden 13 april–24 augusti 1980. Även denna version lyckades toppa listan.